# Mahagoni-Gleithörnchenbeutler
Der Mahagoni-Gleithörnchenbeutler (Petaurus gracilis) (englisch Mahogany Glider) ist ein sehr seltenes australisches Beuteltier aus der Gattung der Gleithörnchenbeutler (Petaurus). Sein Verbreitungsgebiet ist auf ein kleines Waldareal an der Küste des nördlichen Queensland beschränkt. Dieser Gleithörnchenbeutler war über hundert Jahre verschollen, ehe die Art 1989 wiederentdeckt wurde.

## Merkmale
Der Mahagoni-Gleithörnchenbeutler gleicht dem weiter verbreiteten Mittleren Gleithörnchenbeutler, ist aber wesentlich größer. Die Kopfrumpflänge beträgt 22,5 bis 27,5 cm, der Schwanz ist 33,5 bis 40,5 cm lang. Weibchen haben einen in Relation zur Körperlänge längeren Schwanz als Männchen. Insgesamt sind Männchen im Schnitt jedoch größer und schwerer als Weibchen. Das Gewicht der Männchen beträgt 345 bis 500 g, das der Weibchen 310 bis 450 g. Die kleinsten und leichtesten Vertreter dieser Art sind damit immerhin noch deutlich größer als die größten und schwersten Vertreter des Mittleren Gleithörnchenbeutlers.
Das Fell dieses Gleithörnchenbeutlers ist grau, ein schwarzer Aalstrich zieht sich über den Rücken. Das Fell an der Gleitmembran kann beige, orange oder mahagonibraun sein.

## Verbreitung und Lebensraum

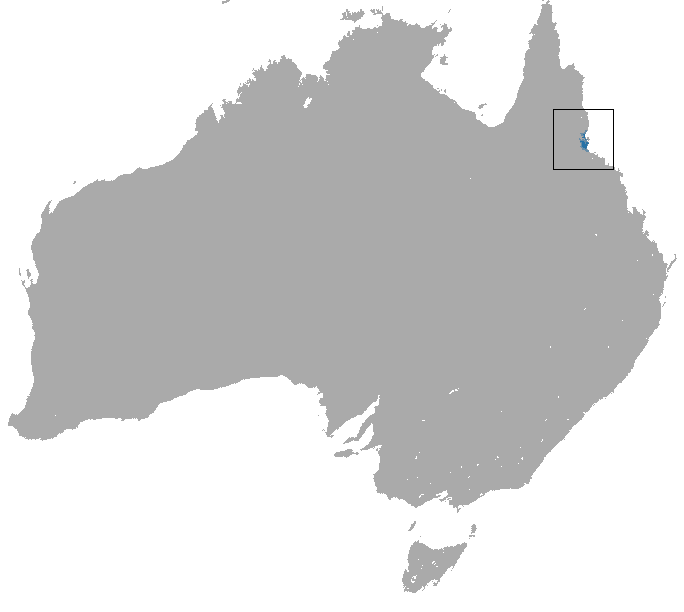
Verbreitungsgebiet von Petaurus gracilis

Das Verbreitungsgebiet erstreckt sich über eine Nord-Süd-Distanz von nur 122 km entlang der Pazifikküste Queenslands. Die Südgrenze bildet der Ollera Creek (40 km südlich von Ingham), die Nordgrenze der Hull River bei Tully. Insgesamt ist dies eine Fläche von 140.000 Hektar.
Das Gebiet ist von hohen offenen Wäldern dominiert. Petaurus gracilis kommt nur in Höhenlagen unter 100 m vor.

## Lebensweise

### Aktivität
Wie alle Gleithörnchenbeutler ist auch der Mahagoni-Gleithörnchenbeutler ein nachtaktives Tier. Unter Idealbedingungen (naturbelassener Wald) besetzt er einen großen Aktionsraum von circa 20 Hektar. In durch Straßen und Felder fragmentierten Waldgebieten kann es aber erheblich weniger sein. Er legt pro Nacht im Durchschnitt 1500 m Strecke zurück. Alle zwei bis drei Nächte vollendet er eine Schleife durch seinen gesamten Aktionsraum. In diesem Gebiet nutzt er drei bis neun Baue, nämlich Astlöcher und Baumhöhlen vor allem in Eukalyptusbäumen und anderen Bäumen aus der Familie der Myrtengewächse; der Eingang zu diesen Höhlen liegt 7 bis 33 m über dem Boden und zeigt fast immer nach Süden und Westen, was für gewöhnlich die windabgewandte Seite ist.
Männchen und Weibchen leben in sozialer Monogamie. Sie teilen sich weitgehend denselben Aktionsraum, gehen allerdings getrennt auf Nahrungssuche und schlafen oft sogar in unterschiedlichen Bauen. Die getrennte Lebensweise bietet den Tieren natürlich Möglichkeiten zur Fortpflanzung mit anderen Partnern; dies erklärt vermutlich die hohe Aggressivität, mit der diese Gleithörnchenbeutler Artgenossen desselben Geschlechts begegnen. Obwohl der Mahagoni-Gleithörnchenbeutler bevorzugt in Paaren lebt, gibt es auch einige männliche Einzelgänger, die allein ein Revier bewohnen.
Der Mahagoni-Gleithörnchenbeutler lebt in seinem Verbreitungsgebiet zusammen mit dem häufigeren Kurzkopfgleitbeutler. Beide Arten scheinen aber leicht unterschiedliche Habitate zu bevorzugen: der Kurzkopfgleitbeutler dichten Wald mit geschlossenem Laubdach, der Mahagoni-Gleithörnchenbeutler offenere Wälder. Stoßen beide Arten dennoch aufeinander, wird der Kurzkopfgleitbeutler für gewöhnlich fortgejagt.
Im Gleitflug kann der Mahagoni-Gleithörnchenbeutler 30 m, maximal bis zu 60 m zurücklegen. Er verliert im Schnitt auf 2 m Gleitflug 1 m an Höhe.

### Nahrung
Wie andere Gleithörnchenbeutler ernährt sich der Mahagoni-Gleithörnchenbeutler sowohl von Baumsäften, Nektar und Pollen als auch von wirbellosen Tieren. Pflanzliche Nahrung macht den größeren Anteil aus.

### Fortpflanzung
In der Trockenzeit zwischen April und Oktober werden ein bis zwei Junge zur Welt gebracht, die im gut entwickelten Beutel aufwachsen. Die durchschnittliche Wurfgröße beträgt 1,55. Die Jungen werden vier bis fünf Monate gesäugt und sind nach zwölf bis achtzehn Monaten geschlechtsreif. Die Lebensdauer beträgt vermutlich fünf bis sechs Jahre.

## Feinde
Zu den natürlichen Feinden dieses Gleithörnchenbeutlers gehören der Amethystpython, der Rote Buschkauz, der Kläfferkauz, die Neuhollandeule und die Flecken-Rußeule. Auch die vom Menschen eingeschleppten Hauskatzen können der Art nachstellen.

## Systematik und Namen
Die Art wurde 1883 von Charles Walter De Vis beschrieben, einem Naturforscher und Kurator des Queensland Museum. De Vis gab ihr den Namen Belideus gracilis, versäumte es aber, einen Holotyp zu benennen. Da die Art nicht wiedergefunden werden konnte, wurde die Gültigkeit von De Vis’ Beschreibung angezweifelt, und schon im 19. Jahrhundert wurde Belideus gracilis als Synonym für Petaurus norfolcensis eingestuft.
Nachdem er über ein Jahrhundert nicht gesehen wurde, gelang am 6. Dezember 1989 die Wiederentdeckung. Der Status als eigenständige Art wurde anschließend durch den Zoologen Steve Van Dyck bestätigt. Zwar wurde mittlerweile herausgefunden, dass die genetischen Unterschiede zwischen Petaurus gracilis und dem Mittleren Gleithörnchenbeutler geringer sind als zwischen unterschiedlichen Populationen des Kurzkopfgleitbeutlers, trotzdem wird der Artstatus bisher nicht in Zweifel gezogen.

## Bedrohung und Schutz
Die IUCN stuft den Mahagoni-Gleithörnchenbeutler wegen seines kleinen Verbreitungsgebiets und mutmaßlich abnehmender Bestandszahlen als stark gefährdet (endangered) ein. Hauptgefährdung dürfte die andauernde Zerstörung der Wälder sein, da dort neue Zuckerrohr-, Bananen- und Ananasplantagen, Viehweiden, Aquakulturen und aufgeforstete Kiefernwälder entstehen. Nur 20 % des ursprünglichen Habitats sind noch intakt. Die Fragmentierung des Habitats bedeutet auch, dass Populationen dauerhaft voneinander getrennt werden, da sich Gleithörnchenbeutler nicht am Boden fortbewegen. Ein günstiger Umstand ist, dass innerhalb des Verbreitungsgebiets drei Nationalparks bestehen: der Edmund-Kennedy-Nationalpark, der Girringun-Nationalpark und der Paluma-Range-Nationalpark.
Im Februar 2011 traf der Zyklon Yasi die Nordostküste Queenslands und richtete erhebliche Zerstörungen im Habitat der Art an. Mit Fütterungsstationen und Nistkästen wurde anschließend versucht, den Populationen des Mahagoni-Gleithörnchenbeutlers zu helfen.